# Lygophis paucidens
Lygophis paucidens — вид змій родини полозових (Colubridae). Мешкає в Південній Америці.

## Поширення і екологія
Lygophis paucidens широко поширені в центральній Бразилії, в штатах Мінас-Жерайс, Мату-Гросу, Токантінс, Гояс, Баїя, Піауї, Мараньян і Пара, а також були зафіксовані в районі Лагуна-Бланка у Парагваї. Вони живуть в саванах серрадо та в перехідній зоні між серрадом і каатингою. Ведуть наземний спосіб життя, живляться ящірками.